# Cột Chúa Ba Ngôi ở Praha
Cột Holy Trinity, hay Cột Chúa Ba Ngôi ở Praha (tiếng Séc: Sloup Nejsvětější Trojice) là một trong những tượng đài tôn giáo nổi tiếng về Chúa Ba Ngôi, tọa lạc ở Phố nhỏ Praha, Cộng hòa Séc.

## Lịch sử
Công trình này được xây dựng nhằm vinh danh Chúa Ba Ngôi và để tạ ơn Chúa đã gìn giữ thành phố vượt qua một trận dịch hạch lịch sử (kết thúc vào năm 1713). Cột Chúa Ba Ngôi mang phong cách Baroque được hoàn thành vào năm 1715. Tác giả thiết kế công trình này là kiến trúc sư người Ý Giovanni Battista Alliprandi. Các nhà điêu khắc Jan Oldřich Mayer và Ferdinand Geiger đảm nhận việc trang trí cột. Năm 1772, các bức tượng thiên thần nhỏ được thêm vào xung quanh phần bệ cột. Tác giả của các bức tượng thiên thần này là nhà điêu khắc Ignac Frantisek Platzer.

## Mô tả
Ở trên đỉnh cột đặt một tác phẩm điêu khắc hình tam giác với biểu tượng Thiên nhãn, tượng trưng cho Thiên Chúa toàn năng thấu rõ mọi hành vi của con người. Trên thân cột là các bức tượng phác họa hình ảnh Ba Ngôi Thiên Chúa: Chúa Cha, Chúa Con và Chúa Thánh Thần (hình ảnh chim bồ câu ở giữa thân cột). Ở tầng thấp hơn là một bức tượng Đức Mẹ vô nhiễm nguyên tội cùng với các bức tượng của những vị Thánh bảo trợ người Séc (Thánh Adalbert, Thánh Jan Nepomucký, Thánh Prokop, Thánh Ludmila và Thánh Václav).